# Општина Радулешти (Јаломица)
Радулешти (рум. Răduleşti) општина је у Румунији у округу Јаломица.
Oпштина се налази на надморској висини од 83 m.